# هنا هتاب
حنا حطاب (زاده ۱۹۸۹ میلادی) یک داور فوتبال اهل کشور سوریه است.
او در سال ۲۰۱۵ میلادی در لیست داوران بین‌المللی فیفا قرار گرفت.
وی در لیگ قهرمانان آسیا ، مقدماتی جام جهانی ۲۰۲۲ ، جام ملت های ۲۰۱۹ آسیا و جام ملت های ۲۰۲۳ آسیا قضاوت کرده‌است.